# Britská Indická armáda

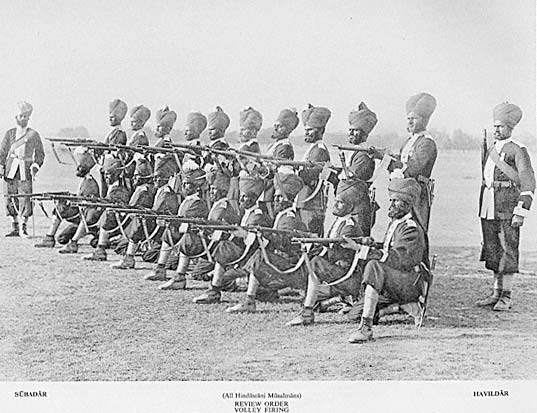
Skupina indických muslimských vojáků pózujících před střelbou, okolo roku 1895

Britská Indická armáda, úředním názvem Indická armáda (anglicky British Indian Army, úředně Indian Army) byla hlavní ozbrojená síla Britské Indie. Byla zřízena v roce 1895 a existovala původně vedle tří dalších britských armád (Bengálské armády, Madráské armády a Bombajské armády), které se do ní v roce 1903 sloučily. Od roku 1903 se skládala ze dvou částí - vlastní Indické armády a Britské armády v Indii (což byly britské jednotky z Evropy, rozmístěné v Indii). Britská Indická armáda zanikla spolu se zánikem Britské Indie v roce 1947 a na jejím základě vznikly dnešní Indická armáda a Pákistánská armáda.
Hlavním úkolem britské Indické armády byla obrana Britské Indie (území pod přímou britskou správou i území knížecích států pod britskou svrchovaností). Bojovala však na britské straně i v první a druhé světové válce a dalších válečných střetnutích mimo Britskou Indii.